# Biserica Episcopală din Statele Unite
Biserica Episcopală o biserică din Statele Unite ale Americii, echivalenta Bisericii Anglicane din Marea Britanie. Are eparhii suplimentare și peste hotare și este membră a Comuniunii Anglicane la nivel mondial. Este o confesiune protestantă principală și este împărțită în nouă provincii. În 2022 episcopul care prezida Biserica Episcopală era Michael Bruce Curry, primul episcop afro-american care a slujit în această funcție.